# Hejian
Hejian (河间市S, HéjiānP) è una città-contea della Cina, situata nella provincia di Hebei e amministrata dalla prefettura di Cangzhou.